# 루이 나폴레옹의 브뤼메르 18일

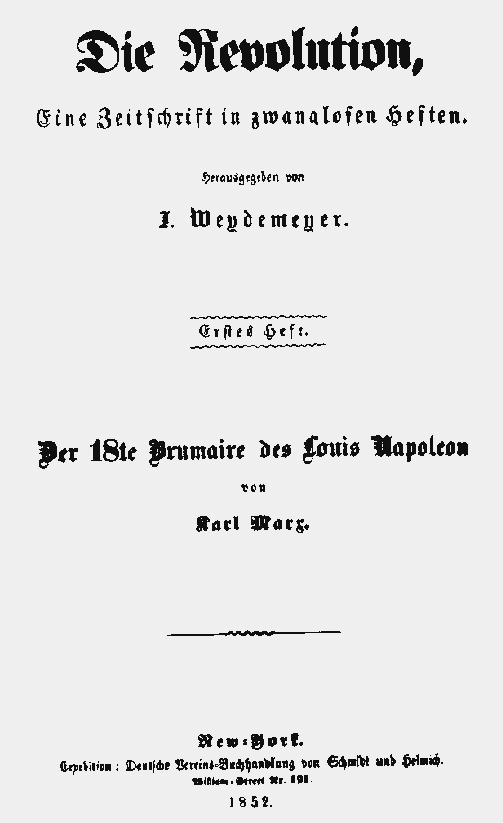

〈루이 나폴레옹의 브뤼메르 18일〉(독일어: Der 18te Brumaire des Louis Napoleon)은 카를 마르크스가 1851년 연말에서 1852년 연초 사이에 작성한 소논문이다. 1852년 뉴욕에서 발행되는 월간 독일어 신문 《혁명》(Die Revolution) 지에 처음 실렸다.
소논문은 루이 나폴레옹 보나파르트가 1851년 쿠데타를 일으키고 독재권력을 손에 넣은 것에 대해 다루고 있다. 정치사가(史家)로서의 마르크스의 모습을 볼 수 있는 작품으로, 마르크스 자신의 역사적 유물론적 입장에서 사건을 분석하고 있다. 〈루이 나폴레옹의 브뤼메르 18일〉은 자본국가에 대한 마르크스의 이론을 이해하기 위한 1차 자료로 사용된다.
제목의 "브뤼메르 18일"이란 루이 보나파르트의 백부 나폴레옹 보나파르트가 1799년 11월 9일(프랑스 혁명력 8년 브뤼메르 18일) 프랑스 혁명정국에서 일으켰던 브뤼메르 18일 쿠데타를 가리키는 것이다.